# Bombylius eploceus
Bombylius eploceus är en tvåvingeart som beskrevs av Seguy 1949. Bombylius eploceus ingår i släktet Bombylius och familjen svävflugor.
Artens utbredningsområde är Marocko. Inga underarter finns listade i Catalogue of Life.